# Оборона Бехара
Оборона Бехара (англ. Siege of Béxar) была частью ранней кампании Техасской революции. Техасцы были разочарованы режимом правления мексиканского правительства и ростом диктатуры президента Мексики Санта-Анны. В начале октября техасские поселенцы собрались в Гонсалесе, с тем, чтобы не дать мексиканским войскам вернуть себе орудие. В результате произошла стычка, именуемая битвой при Гонсалес. Люди продолжали собираться в Гонсалесе и вскоре они образовали техасскую армию. Был избран командир, всеми уважаемый лидер местного значения Стивен Ф. Остин, несмотря на недостаток у него военной подготовки.
Санта-Анна отправил в Бехар своего зятя, генерала Мартина Перфекто де Коса с подкреплениями. 13 октября Остин повёл войска на Сан-Антонио де Бехар (сейчас Сан-Антонио, Техас) в бой с мексиканскими войсками. Техасцы приступили к осаде города и в ходе последующего штурма разбили, вынудили к отступлению или сдаче мексиканские силы, находящиеся в городе и в миссии Аламо.
Санта-Анна отправил в Бехар своего зятя, генерала Мартина Перфекто де Коса с подкреплениями. 13 октября Остин повёл войска на Сан-Антонио де Бехар (сейчас Сан-Антонио, Техас) в бой с мексиканскими войсками. Техасцы приступили к осаде города и в ходе последующего штурма разбили, вынудили к отступлению или сдаче мексиканские силы, находящиеся в городе и в миссии Аламо.

## Предыстория
В 1835 году федералисты в нескольких внутренних мексиканских штатах восстали против усиливающегося централистского режима президента Мексики Антонио Лопеса де Санта-Анны. В июне техасцы подняли незначительный мятеж, направленный против таможенных обязанностей. Предусмотрительные колонисты начали создавать отряды милиции, мотивируя эти меры необходимостью самозащиты. С ростом выступлений и протестов в Техасе мексиканские власти обвинили поселенцев из Соединённых Штатов в разжигании смуты. Как отмечает историк Алвин Барр, многие новые поселенцы «жили среди всё более увеличивающегося числа англосаксонских колонистов... и приспосабливались к испанским традициям Мексики».
В сентябре 1835 года полковник Доминго Угартчеа, военный командир Сан-Антонио де Бехар, послал сотню солдат под командой Кастаньеды, чтобы возвратить небольшое орудие, ранее дарованное жителям Гонсалеса. Это требование разгневало техасцев, которые немедленно разослали курьеров с просьбами о помощи по всем англоязычным общинам. Через несколько дней начали прибывать подкрепления. 2 октября техасцы атаковали мексиканские силы, Кастаньеда и его люди отступили, согласно приказам избегать кровопролития. Битва при Гонсалесе послужила официальным началом Техасской революции. Воодушевлённая этой победой, небольшая группа техасцев вошла в Голиад и заставила капитулировать небольшой мексиканский гарнизон крепости Президио ла Байя.
Полагая, что лишь сильные меры могут утихомирить мятеж, Санта-Анна приказал генералу Косу возглавить главные силы в Техасе. Когда 9 октября Кос прибыл в Сан-Антонио, там было 647 солдат, годных для несения службы. После падения Голиада Кос утратил связь с побережьем. Полагая, что техасцы вскоре атакуют Бехар, он предпочёл занять пригодную для обороны позицию, вместо того чтобы самому атаковать техасцев.
Спустя два дня после техасской победы при Гонсалесе уважаемый техасский лидер, первый импресарио (первый, которому дано было право селить англоязычных поселенцев в Техасе) Стивен Остин, сообщил в комитет общественной безопасности Сан-Фелипе: «Война объявлена — воля общества провозгласила войну против военного деспотизма — кампания начата». Его письмо заканчивалось так: «Одна душа и одна цель подняла народ этой части страны — это взятие Бехара и выдворение военных за пределы Техаса. …Общие усилия всего Техаса освободит наш дух от военных деспотов». Колонисты продолжали собираться в Гонсалесе и 11 октября они единогласно избрали главнокомандующим Остина. Хотя у Остина не было официальной военной подготовки, техасцы уважали его за здравый смысл. Кроме того он провёл несколько экспедиций против индейских племён, совершающих набеги.
Первый приказ Остина был всем людям подготовиться к выходу на следующее утро в 9 часов.. Остаток дня люди практиковались в стрельбе и в отступлении в линиях Остин отдал ряд приказов в том числе запрет на неприцельную стрельбу из ружей и велел людям постоянно держать оружие в исправном состоянии. Он также счёл необходимым, по его словам, «напомнить каждому гражданину-солдату, что патриотизм и стойкость принесут мало пользы без дисциплины и строгого послушания. Первый долг солдата — это послушание».Более поздний приказ звучал как «шумное поведение и пустые крикливые разговоры воспрещаются».
Остин также организовал выборы полковых офицеров. В полковники был избран Джон Г. Мур, возглавлявший техасцев в битве при Гонсалес. Подполковником стал Эдвард Берлесон, бывший офицер ополчения в Миссури и Теннесси, майором был избран торговец из Бразории Александр Соммервил.
К 12 октября техасская армия насчитывала приблизительно из 300 человек в основной массе из колонистов Остина и колонии де Витта. Половина людей перебралась в Техас в 1820-х, другие приехали в Техас в течение пяти последних лет. Некоторые имели опыт службы в милиции, пока жили в США, другие присоединились к компаниям в Техасе, чтобы противостоять набегам индейцев. Почти все новобранцы были опытными стрелками, поскольку охота была главным средством добычи пищи. Наутро техасцы перешли реку Гуадалупа и остановились, ожидая прихода подкреплений из Накодочеса.
13 октября Остин повёл техасскую армию на Сан-Антонио де Бехар, базу наибольшего мексиканского гарнизона в Техасе. Люди продолжали присоединяться к техасской армии, к 19 октября она составляла 453 человека с двумя шестифунтовыми орудиями. У некоторых техасцев не было оружия, они несли порох и заряды. После выступления армии бывший заключённый Бен Милам сформировал временную конную роту для разведки окрестностей. 15 октября один из разведотрядов вступил в короткую стычку с конным мексиканским патрулём, состоящим из десяти солдат, не было зарегистрировано ни одного ранения, мексиканские солдаты вскоре отступили в Бехар.
Техасцы вошли в Киболо-крик в нескольких милях восточнее Бехара. 16 октября Остин просил Коса о встрече, но тот отказался от встречи с человеком, который, по его словам, командовал незаконными вооружёнными силами. Техасский военный совет принял решение оставаться на месте и дожидаться прибытия подкреплений. Но на следующий день совет отменил своё решение и Остин двинул свою армию к Саладо-крик в 8 км от Бехара. В течение следующих нескольких дней прибывали подкрепления и материалы из разных англоговорящих колоний. Одна из рот, возглавляемая Джеймсом Нилом привела с собой два новых шестифунтовых орудия. Благодаря подкреплениям численность техасских сил выросла до 453 чел., хотя из них только 384 годились для службы. 24 октября Остин написал комитету общественной безопасности в Сан-Фелипе, что «приступил к блокаде Сан-Антонио», и рассчитывает, что сможет с дополнительными подкреплениями взять город за несколько дней.
Тем временем люди Коса трудились над укреплением городских площадей Сан-Антонио и стен миссии Аламо, расположенной возле города. 26 октября солдаты Коса разместили на позициях 11 орудий, 5 — на городских площадях и 6 на стенах Аламо. 18-фунтовое орудие было размещено внутри часовни Аламо. Мексиканские подкрепления продолжали прибывать в Бехар, и 24 октября численность мексиканского гарнизона достигла своей наивысшей цифры в 751 человека. Хотя мексиканские солдаты пытались запретить вход и выход из города, известный искатель приключений Джеймс Боуи смог выбраться из города и присоединиться к техасцам. Он был широко известен по Техасу за свою удаль в бою, истории о поножовщине в Сандбаре и за свои поиски исчезнувшей шахты Сан-Саба. Утром 22 октября Хуан Сегин привёл 37 теханос, позже в этот день к техасцам присоединились 76 человек из г. Виктории, округ Голиад и из ранчо южнее Бехара. Согласно Бару, присутствие теханос помогло «избавиться от взгляда, что это есть этнический конфликт» и послужило доказательством, что техасский ответ — это не просто возмущение американских иммигрантов.

## Осада

### Начало осады
Даже с приходом подкреплений Остин всё ещё полагал, что сил его армии не хватит на общий штурм Бехара. Поэтому техасцы начали приготовления к осаде. Им была нужна позиция, по словам историка Стивена Л. Хардина «расположенная возле Бехара, так чтобы можно было блокировать вражеские коммуникации, достаточно защитимая от вылазок мексиканского гарнизона, пригодная для приёма ежедневно прибывающих подкреплений». 22 октября Остин поставил Боуи и капитана Джеймса У. Фаннина командовать совместно 1-м батальоном и послал их на разведку. К концу дня техасцы выбили мексиканские пикеты из миссии Эспада. 24 октября Остин проинформировал Комитет общественного спасения о начале осады, по его мнению, город мог быть взят за несколько дней в случае незамедлительного прибытия техасских подкреплений.
27 октября Остин отправил Боуи и Фаннина найти другую хорошую защищенную позицию. Вместо того, чтобы согласно приказу незамедлительно вернуться к Остину, Боуи и Фаннин послали курьера, чтобы указать Остину дорогу к ими выбранному лагерю, бывшей миссии Консепсьон. Разведотряд расположился вдоль реки Сан-Антонио, возле миссии, которая отстояла приблизительно на 3,2 км от Бехара и на 9,7 км от техасского лагеря в миссии Эспада. Рассерженный Остин, опасаясь того, что разделённая армия может быть легко разбита, издал постановление о предании неподчинившихся приказам офицеров военному суду. Он приказал армии с рассветом быть готовой к выступлению на соединение с Боуи и Фаннином.
Надеясь нейтрализовать техасский отряд в Консепсьоне до прибытия остальной части техасской армии, Кос отрядил полковника Доминго Угартчеа с приказом атаковать техасцев у Консепсьона ранним утром 29 октября. Однако те заняли хорошую оборонительную позицию, окруженную деревьями, лишавшими мексиканскую кавалерию манёвра. Мексиканская пехота также оказалась в невыгодном положении, поскольку их мушкеты Броун Бесс били максимум на 64 м по сравнению с техасскими длинноствольными винтовками, эффективно бившими на 180 м. Однако у техасцев было мало амуниции, а мексиканцы несли полную амуницию бывшую вдобавок хорошего качества. Несколько мексиканских мушкетных пуль, попавших в техасских солдат, отскочили от их тел, нанеся повреждения не тяжелее синяков. Битва при Консепсьоне продолжалась только полчаса, после чего мексиканские солдаты отступили к Бехару.
Меньше чем через полчаса после конца битвы прибыла оставшаяся часть техасской армии. Остин чувствовал, что мексиканцы упали духом после поражения и намеревался немедленно двигаться на Бехар. Однако Боуи и другие офицеры отказались, так как по их мнению Бехар был слишком хорошо укреплён. Техасцы обшарили местность в поисках снаряжения, которое могло быть оставлено мексиканцами после отступления. Они нашли несколько зарядных ящиков. Сетуя на то, что мексиканский порох «лишь немногим лучше толчёного угля» техасцы опорожнили заряды, но сохранили пули. Один техасец погиб, один был ранен, в то время как мексиканцы потеряли по различным оценкам 14-76 убитыми.
1 ноября Остин послал письмо Косу с предложением о сдачи мексиканской армии. Кос вернул письмо нераспечатанным, сообщив, что он отказывается переписываться с повстанцами. Остин послал людей провести рекогносцировку городского периметра в ходе которой обнаружилось, что городские укрепления намного более мощнее чем это представляли техасцы. 2 ноября Остин созвал военный совет, который проголосовал за продолжение осады и ожидание до штурма прихода подкреплений и артиллерии. Однако солдаты техасской армии горели желанием идти в бой. 4 ноября Остин пожаловался временному правительству Техаса «Эта сила, как всем известно, есть недисциплинированное ополчение, в некоторых очень нестройное». Он также внёс в письмо горячую просьбу: «Во имя всемогущего бога, молитесь пожарче об этом лагере».

### Правительственный совет
Осада продолжалась, вскоре к техасцам подошло подкрепление под командой Томаса Дж. Раска, численность техасской армии достигла 600 человек. К Косу также подошло подкрепление, численность мексиканской армии достигла 1200 человек. Кос был озадачен тем, что техасская армия не предпринимает попыток пойти на прямой штурм.
В Сан-Фелипе прибыл Сэм Хьюстон, рассчитывая найти здесь собрание временного правительства, но многие члены данного совета участвовали в осаде. Поэтому он направился в расположение техасской армии в Сан-Антонио. Когда он прибыл в лагерь, Остин предложил ему принять командование над армией, но Хьюстон отказался и отправился дальше собирать членов совета. Они покинули армию и вернулись в Сан-Фелипе (за исключением Остина и Уильяма Б. Тревиса). Делегаты совета пришли к решению сражаться за восстановление конституции 1824 года, нежели за независимость Техаса.
Хьюстон был провозглашён главнокомандующим всех техасских сил, за исключением частей, расположенных в Сан-Антонио. Стивен Остин был уполномочен отправиться в Соединённые Штаты и искать там поддержку. Эдвард Берлесон, бывший заместителем Остина, был избран в генерал-майоры и стал главнокомандующим армии добровольцев вместо Остина.

### Битва за сено
Среди техасских добровольцев мало кто служил в регулярной армии и, в начале ноября многие из них начали разбредаться по домам. Погода начала портиться, рацион уменьшаться и многие солдаты заболели. Группы солдат начали покидать армию без разрешения командования. Однако 18 ноября к техасской армии присоединилась группа добровольцев в составе двух рот милиции из Соединённых Штатов, известных как Новоорлеанские Серые (New Orleans Greys). В отличие от большинства техасских добровольцев, они выглядели как настоящие солдаты. У них была форма (серые мундиры), хорошо ухоженные винтовки, достаточная амуниция и некоторое подобие дисциплины. Серые, как и некоторые техасские роты, прибывшие ранее, рвались в бой. Воодушевлённый их энтузиазмом, Остин отдал приказ о штурме Бехара следующим утром. Несколько его офицеров провели голосование среди солдат и выяснили, что на штурм согласны менее сотни солдат. Поэтому Остин отменил свой приказ. Через несколько дней после этого, он передал полномочия главнокомандующего Эдварду Берлесону и отправился в Соединённые Штаты.
Утром 26 октября в техасский лагерь прибыл разведчик Эрастус «Глухой» Смит с донесением о появлении в пределах 8 км от Бехара каравана из вьючных мулов и лошадей, сопровождаемых 50-100 мексиканскими солдатами. За несколько дней до этого до техасцев доходили слухи, что мексиканцы ждут груз золота и серебра для выплаты войскам и покупки товаров снабжения. Техасцы же сражались не за деньги и большинство пожелало выйти из лагеря и разграбить караван. Берлесон приказал полковнику Боуи провести разведку, но атаковать только по необходимости. Когда Боуи собрал в свой разведывательный отряд 12 лучших стрелков, у техасцев возникли сомнения, что он всё же атакует мексиканцев. Вся армия вызвалась сопровождать Боуи. Однако Берлесон успокоил людей, послав для поддержки отряда Боуи полковника Уильяма Джека с сотней пехотинцев.
В 1,6 км от Бехара Боуи и его люди заметили мексиканских солдат, пересекающих сухую равнину. Предположительно это место было близ слияния рек Алазан, Апаш и Сан-Педро-крик. После короткого боя мексиканцы отступили к Бехару, бросив свой вьючный скот. К удивлению техасцев, в седельных сумках не оказалось слитков, а было только свежескошенное сено, предназначенное для корма мексиканским лошадям в осаждённом Бехаре. В бою 4 техасца получили ранения, один дезертировал. Мексиканские потери, по различным оценкам, составляют 3-60 убитых и 7-14 раненых. Благодаря достигнутой победе техасцы поверили, что смогут одержать верх над гарнизоном Бехара и что генерал Кос не осмелится посылать войска за пределы Бехара, опасаясь за безопасность города.

### Штурм города
Тем не менее, с приходом зимы и перебоями со снабжением боевой дух техасцев начал падать. Однако на военном совете офицеры отвергли решение Берлесона отступить на зимние квартиры, и армия осталась. Одним из офицеров, решительно выступившим против отступления, был полковник Бен Милам. Он явился в лагерь и выкрикнул: «Кто войдёт со старым Беном Миламом в Сан-Антонио?». 300 солдат своими возгласами поддержали Милама.
Благодаря сведениям, полученным от пленного мексиканца и сбежавших техасских пленников, Берлесон понял, что боевой дух мексиканцев низок. Он послал две колонны в атаку. Одна колонна состояла из солдат полковника Милама, а другая из солдат полковника Фрэнсиса У. Джонсона. 5 декабря Милам и Джонсон внезапно атаковали и захватили два дома на военном плацу (один из домов принадлежал сватам Боуи). Техасцы не смогли продвинуться дальше в течение дня, они укрепляли дома и в течение ночи копали окопы и разрушали ближайшие строения.
7 декабря атака продолжилась и техасцы захватили другой укреплённый пункт города. Полковник Милам погиб, возглавляя атаку, полковник Джонсон возглавил обе колонны, командуя своими людьми и солдатами Милама. Постепенно в ходе уличных боёв мексиканские солдаты были вытеснены из города. Кос отступил в Аламо, где к нему присоединился полковник Угартчеа, приведший с собой подкрепление в 600 человек, однако было уже поздно. Силы Коса были выбиты с позиций, и техасская артиллерия приступила к обстрелу миссии Аламо.

### Сдача города
Техасцы начали занимать городские площади и Кос понял, что ему надо отступить в миссию Аламо за пределами Бехара, как на более обороноспособную позицию. Он писал в своём официальном докладе президенту Санта-Анне: «В таковых критических обстоятельствах не было другого пути, как выдвинуться и занять миссию Аламо, которую было легче оборонять ввиду её небольших размеров и оборудованных военных позиций. Действуя таким образом, я захватил артиллерию, солдатские ранцы и остатки амуниции, какие мои люди могли унести». 9 декабря в час ночи кавалерия начала отступать к Аламо. Отход прикрывал авангард оставшийся на площади под командой полковника Николаса Конделла, состоящий из 50 солдат из частей Морелос и Тамаульпас с двумя орудиями. Несколько лет спустя Санчес Наварро заявил, что Кос не планировал оставить город, собираясь лишь переместить раненых в относительно безопасный Аламо.
Находясь в Аламо, Кос представил офицерам план контратаки, но они отказались выполнять его приказы, боясь возможного окружения силами техасцев. Около 175 солдат из четырёх кавалерийских рот покинули миссию и направились на юг. Согласно историку Альвину Бару, Кос пустился вслед за уехавшими всадниками и почти повернул их обратно. В это время солдаты в Бехаре решили, что Кос убит и по словам Санчеса Наварро «не дезертировали, а недопоняли свои приказы» и отправились по дороге на Рио-Гранде.
К рассвету от мексиканского гарнизона осталось только 120 бывалых пехотинцев. Кос призвал Санчеса Наварро в Аламо и дал ему приказ «спасти этих храбрых людей… Встретить врага и по возможности добиться более выгодных условий». Наварро вернулся на площадь Аламо и уведомил солдат о предстоящей им сдаче. Несколько офицеров вступили с ним в спор, заявляя, что батальон Морелос никогда не сдавался, но Наварро твёрдо стоял за выполнение приказов. Сигнал горна известил о предложении мексиканцев начать переговоры, техасцы на это никак не ответили, и в 7 утра Санчес Наварро поднял флаг перемирия.
Фатер де ла Гарца и Уильям Кук вышли, чтобы проводить Наварро и двух других офицеров к Джонсону, который вызвал Берлесона. Когда спустя два часа прибыл Берлесон, он не нашёл письменного разрешения от Коса. Одного из мексиканских офицеров отправили назад, чтобы получить формальное разрешение на сдачу. Берлесон согласился на немедленное прекращение огня и между представителями техасцев Джонсоном, Моррисом и Джеймсом Свистером и представителями мексиканцев начались переговоры. Переводчиками выступили Мигель Арсиньега и Джон Камерон. Стороны торговались большую часть дня, придя к соглашению лишь к 2 часам ночи 10 декабря.
Согласно условиям соглашения, мексиканские войска могли оставаться в Аламо 6 дней для подготовки к переходу во внутренние области Мексики. В это время контактирующие друг с другом мексиканские и техасские войска не могли носить оружие. Солдаты регулярных сил могли остаться в Бехаре, если у них были связи в городе и окрестностях, все недавно прибывшие войска должны были вернуться в Мексику. Каждый солдат мог захватить с собой один мушкет и 10 фунтов амуниции. Техасцы согласились отпустить с мексиканцами одно 4-фунтовое орудие и 10 фунтов пороху и зарядов. Всё оставшееся оружие и амуниция должна была остаться у техасцев, которые согласились продать мексиканцам немного провизии для их похода. В качестве заключительного условия сдачи все люди Коса должны были дать обещание не сражаться против конституции 1824 года.
11 декабря в 10 утра состоялся парад техасской армии. Джонсон представил условия сдачи и спросил одобрения, поражаясь тому, что у техасцев осталось мало амуниции для продолжения битвы. Большинство техасцев проголосовало за одобрение условий, хотя некоторые заявляли, что это была «детская сделка», слишком слабая, чтобы быть полезной.

## Послесловие
Осада Бехара стала наиболее длительной кампанией Техасской революции, и, согласно Бару, это был «единственный, значительный успех техасцев помимо Сан-Хасинто». Согласно Бару из 780 техасцев, принявших участие в осаде ранения получили около 30-35 техасцев, убиты были 5-6 человек. Историк Стивен Хардин оценивает техасские потери ниже, полагая, что убиты были 4 человека а ранены 14. Потери понесли в основном местные жители и новоприбывшие из США. Хотя некоторые техасцы считали, что мексиканская армия потеряла 300 человек убитыми, историки оценивают возможное число мексиканских потерь в ходе пятидневной битвы в 150 убитыми и ранеными. Наибольшие потери (2/3 от общего числа) понесли солдаты, защищавшие площади. Отмечая свою победу, техасцы плясали фанданго вечером 10 декабря. Губернатор Генри Смит и правительственный совет отправили письмо армии, называя солдат «непобедимыми» и «бравыми сыновьями Вашингтона и свободы». После войны тем, кто мог доказать своё участие в этой кампании, были дарованы участки земли в 320 акров (130 га). Около 504 человек воспользовались этим правом. По меньшей мере 79 участников позднее погибли при защите Аламо или в Голиадской резне. 90 участников были в последней битве Техасской революции при Сан-Хасинто. Техасцы конфисковали 400 небольших ружей, 20 пушек, амуницию, форму и снаряжение. Во время осады люди Коса укрепили миссию Аламо и техасцы предпочли собрать свои силы там, нежели продолжить укреплять площади.
Кос оставил Бехар 14 декабря вместе с 800 солдатами. Те, из его солдат, кто был слишком слаб для похода, остались на попечение техасских врачей. С уходом Коса в Техасе больше не осталось мексиканских гарнизонов. Многие техасцы верили, что война окончена. Джонсон описывал битву как «период нашей настоящей войны». 15 декабря Берлесон сложил с себя полномочия командующего армией и вернулся домой. Многие последовали его примеру, Джонсон принял командование над оставшимися солдатами. Вскоре прибыл новый контингент из техасцев и добровольцев из Соединённых штатов, везя с собой тяжёлую артиллерию. Согласно Барру, явление большого числа американских добровольцев «утвердило мексиканцев во мнении, что техасское сопротивление подогревается внешним влиянием». Возможно, разделяя это мнение Санта-Анна и вынес своё решение «не оказывать пощады» в ходе своей кампании 1836 года. Он был возмущён и оскорблён капитуляцией Коса. Во время приготовлений к походу большой армии на Техас Санта-Анна провёл краткие слушания по делу о поражении своего зятя Коса и в конце декабря 1835 отправился в поход вместе со своей новообразованной армией действий на севере. Хотя многие из его офицеров не согласились с решением двигаться вглубь Техаса, ратуя за высадку на береге, Санта-Анна решил сначала взять Бехар и тем самым отомстить за пошатнувшуюся семейную честь.

## Комментарии
1. ↑  Фаннин был одним из немногих, кто обладал военной подготовкой, некоторое время он учился в военной академии США Hardin (1994), p. 29.